# Las Negritas, San Felipe
Las Negritas är en ort i Mexiko.   Den ligger i kommunen San Felipe och delstaten Guanajuato, i den centrala delen av landet, 300 km nordväst om huvudstaden Mexico City. Las Negritas ligger 2 086 meter över havet och antalet invånare är 111.
Terrängen runt Las Negritas är varierad. Runt Las Negritas är det ganska glesbefolkat, med 31 invånare per kvadratkilometer. Närmaste större samhälle är San Felipe, 11,4 km söder om Las Negritas. Omgivningarna runt Las Negritas är i huvudsak ett öppet busklandskap.